# Frank Bee
Francis Eric Bee (23 tháng 1 năm 1927 – 2010) là một cầu thủ bóng đá người Anh thi đấu ở vị trí tiền đạo tầm xa cho Sunderland.